# Хайме I (король Арагона)
Хайме I Завоеватель (исп. Jaime I el Conquistador, араг. Chaime I lo Conqueridor, кат. Jaume el Conqueridor, окс. Jacme lo Conquerent; 2 февраля 1208, Монпелье — 27 июля 1276, Валенсия) — король Арагона и одновременно граф Барселоны в 1213—1276 годах, сеньор Монпелье с 1213 года, король Майорки с 1231 года, 1-й король Валенсии с 1238 года, граф Урхеля в 1231—1236 годах, граф Руссильона и Сердани с 1244 года.
Талантливый военачальник, завоевавший у испанских мавров Балеарские острова, город Валенсию и эмират Мурсию. За такую направленность своей внешней политики, а также противостоянию мусульманскому миру Испании Хайме I ещё при жизни получил прозвище «Завоеватель» и вошел в историю Испании как один из самых великих её полководцев.
Его 63-летнее правление является одним из самых долгих в истории Европы.

## Биография

### Правление
С 1211 года инфант Хайме жил у графа Лестерского Симона де Монфора, поскольку был предназначен в женихи его дочери Амиции. Но неожиданно отношения между королём Арагона Педро II Католиком, отцом Хайме, и графом де Монфором испортились, и инфант фактически стал заложником в руках мятежного графа.
Разбив Педро II в битве при Мюре в 1213 году, граф де Монфор попытался использовать Хайме для своих интересов в Арагоне, но благодаря вмешательству папы римского Иннокентия III в 1214 году инфант был отпущен на свободу.
На родине молодого короля встретили с ликованием, но, поскольку он был несовершеннолетним, над ним назначили опекуна — рыцаря ордена тамплиеров Гильермо де Монредо, а генеральным прокурадором Арагона и Барселоны стал Санчо Провансский, двоюродный дед короля. На протяжении нескольких лет королевство находилось в хаосе. Санчо и Гильермо стремились завладеть короной, в то время как своевольные арагонские дворяне воевали друг с другом. Наконец сторонники короля одержали победу, и в 1217 году Монредо был заточен в тюрьму, а Хайме получил власть. Однако ещё десять лет в государстве продолжалась смута, закончившаяся подписанием мирного соглашения между Хайме и дворянами.
Смуты и неурядицы, с детства окружавшие короля, закалили его характер. Он вырос настоящим рыцарем — неутомимым, благородным, бесстрашным, крепким и телом, и духом.
В 1229 году Хайме начал большую кампанию против арабов, владевших Балеарскими островами. Провозгласив крестовый поход, он собрал флот из 55 кораблей и 6 сентября высадился на северо-востоке Мальорки. Сразу же ему пришлось столкнуться с 15-тысячным сарацинским войском. Отбившись, крестоносцы двинулись на Пальму по труднопроходимой гористой местности, ежеминутно рискуя попасть в засаду. Осада и штурм города были не менее тяжелы. Но, несмотря на трудности, Хайме сумел подчинить себе весь остров и разделил богатую добычу между солдатами и сеньорами. На острове он основал королевство Мальорка, находившееся в вассальной зависимости от Арагона. Чуть позже Хайме захватил соседние острова: в 1232 году Менорку, а в 1235 году — Ивису.
Вслед за Балеарскими островами Хайме приступил к завоеванию Валенсийского мусульманского государства. В мае 1238 года во главе большого войска, в которое входили крестоносцы из Франции и Англии, Хайме подступил к столице королевства. В сентябре в стене была пробита брешь, и горожане капитулировали. Король предоставил им выбор: остаться или уйти из города, но 50 тысяч мусульман покинули Валенсию вместе со всем имуществом. Вместо них Хайме заселил захваченный город каталонцами. После этого Хайме принялся завоевывать окрестные земли. Наконец, когда в 1248 году пала Хатива, мощная крепость, стоявшая на холме, завоевание Валенсийского государства было завершено.
В 1264 году на кортесах в Сарагосе знать обвинила короля Арагона в превышении своих прав и образовала Лигу для защиты сословных привилегий. Хайме вступил в беспощадную борьбу с мятежниками и отнял у них немало замков. Однако граф Барселоны должен был пойти на мировую, причём третейский суд, составленный из епископов, признал, что правда была на стороне сеньоров.
Под конец жизни Хайме предпринял ещё один поход — против эмира Мурсийской тайфы. В 1265 году были захвачены Эльче и Аликанте, а в 1266 году — сама Мурсия. По условиям капитуляции мусульмане сохранили свои мечети, и им разрешено было судиться по своим собственным законам. Эта война положила конец арагонской реконкисте. Под властью арабов осталась лишь небольшая часть Пиренейского полуострова — Гранадский эмират во главе с династией Насридов, просуществовавший до конца XV века.
Хайме заложил основы будущего расцвета Арагона, а заодно и заключил в 1258 году важный мир с королём Франции Людовиком IX Святым. Его зятьями были король Кастилии и Леона Альфонсо Астроном и король Франции Филипп III Смелый, а дочь короля Сицилии Манфреда Гогенштауфена Констанция приходилась ему невесткой.
В 1253 году умер король Наварры и граф Шампани Теобальд I Трубадур, и его сын Тибо V Молодой унаследовал наваррский и шампанский престолы, когда ему едва исполнилось четырнадцать лет. Регентом страны при малолетнем короле Наварры стала его мать Маргарита де Бурбон до 1256 года, когда Теобальд достиг совершеннолетия.
Причем одновременно функции регента исполнялись Хайме Завоевателем, впоследствии обручившим свою дочь Санчу с Тибо Молодым.
Хайме Завоеватель навёл порядок в финансах, ликвидировал внутренние таможни, составил первый свод законов. Хайме I способствовал развитию морской торговли, основал несколько учебных заведений, покровительствовал поэзии. Он сам писал прекрасные стихи и составил летопись с изложением событий своего царствования.
В начале 1267 года король Арагона Хайме I Завоеватель получил приглашение от хана Золотой Орды Менгу-Тимура о совместных действиях в Палестине против турок и сарацин. Папская курия горячо поддержала эту авантюру, в то время как король Кастилии и Леона Альфонсо X Мудрый, боявшийся, что Арагон выведет свои войска из Мурсии, всячески отговаривал тестя от этой затеи.
Заключив мир с мусульманским эмиром Гранады Мухаммадом I аль-Галибом — представителем династии Насридов, Хайме начал готовиться к крестовому походу.
Именно в 1268 году Хайме подтвердил своё участие в Восьмом крестовом походе 1270 года, окончившемся катастрофой в Тунисе.
В частности, в Барселоне сконцентрировался значительный флот, который вышел в море в сентябре 1269 года. Дальнейшие произошедшие события окутаны тайной. На следующий день после отплытия начался шторм, который разбросал арагонский флот. Большая часть флота во главе с Хайме причалила в устье Роны, где король Арагона почему-то отказался от идеи похода и по суше, и в результате через Монпелье вернулся домой. Другая часть флота, возглавляемая сыновьями короля Педро и Фернаном, достигла Акры. Там арагонцы обнаружили, что монголы не готовы к совместным действиям. Было принято решение возвращаться в Испанию. Но на обратном пути братья решили зайти на Сицилию, где Фернан был посвящён в рыцари графом Прованса Карлом Анжуйским. Так как Педро был зятем погибшего во время Беневентской битвы 1266 г. короля Сицилии Манфреда Гогенштауфена, то между братьями вспыхнула вражда, длившаяся до 1273 г., когда Педро (очевидно с одобрения отца) схватил Фернана, ставшего во главе мятежа каталонской знати, и убил его.
Сразу же за подавлением мятежа феодалов началось новое восстание мавров в Андалусии. Султан Марокко Абу Юсуф Якуб ибн Абд аль-Хакк — представитель династии Маринидов отправил восставшим единоверцам помощь. Король Кастилии и Леона Альфонсо X Мудрый находился в это время в Германии, где выдвинул свою кандидатуру на имперский трон. В его отсутствие кастильцы потерпели ряд поражений. Хайме послал им воинский контингент на помощь, но уже в 1276 г. столкнулся с восстанием мавров уже на своей территории, в районе Аликанте. Мятеж быстро распространялся на север и достиг Хативы. Именно при этих обстоятельствах Хайме Завоеватель во время сбора карательной армии заболел и 27 июля 1276 г. умер, в возрасте шестидесяти девяти лет, после шестидесяти трёх лет правления.
Перед смертью Хайме разделил владения, оставив старшему, Педро — Арагон, Каталонию и Валенсию, а младшему, Хайме — королевство Мальорку, включавшее Балеарские острова, Монпелье и Руссильон.

### Семья и дети
В 1235 году король Арагона Хайме I Завоеватель женился на венгерской принцессе Иоланде Арпад. Они обвенчались 8 сентября в Кафедральном соборе Барселоны. Для Хайме это был второй брак. Первый, с Элеонорой Кастильской, был аннулирован из-за кровного родства. От этого супружества остался сын Альфонсо.
У Хайме и Иоланды родилось 10 детей:
- Иоланда Арагонская (1236—1301), стала королевой Кастилии, выйдя замуж за Альфонсо X Мудрого, имела двенадцать детей.
- Констанция Арагонская (1239—1269), вышла замуж за Хуана Мануэля Кастильского, сына короля Кастилии Фердинанда III Святого, имела двоих детей.
- Педро III Арагонский (1239—1285), наследуя отцу, стал королём Арагона и Валенсии, графом Барселоны, по просьбе сицилийцев принял корону Сицилии (в 1282 году). Был женат на Констанции Сицилийской, имел шестеро детей.
- Хайме Мальоркский (1243—1311), после смерти отца получил во владение вассальное королевство Мальорка. Кроме Балеарских островов в него входили каталонские графства Руссильон и Сердань, а также сеньория Монпелье, виконтство Карла в Оверни и баронство Омела около Монпелье. Был женат на Эскларамунде де Фуа, имел шестеро детей.
- Фердинанд Арагонский (1245—1250), инфант Арагона, барон де Кастро, убит в раннем возрасте.
- Санча Арагонская (ок. 1242—1255 — 1262 или 1275), была обручена с Тибо V Молодым. Получила христианское образование, побудившее её оставить двор и стать монахиней.
- Изабелла Арагонская (1247—1271), вышла замуж за короля Франции Филиппа III Смелого, имела четверо детей.
- Мария Арагонская (1248—1267), приняла постриг в монастыре Сихены.
- Санчо Арагонский (1250—1275), в 16 лет был назначен архиепископом Толедо, казнён мусульманами в Мартосе.
- Элеонора Арагонская (1251 — ?), инфанта Арагона, умерла в раннем возрасте.

## В культуре
- Упоминается в книге Идрис Шаха «Суфизм».
- В 2009 году вышел биографический фильм «Король-завоеватель», в заглавной роли — Тим Рот.
- В 1837 г. Роберт Саути опубликовал поэму «Queen Mary’s Christening» («Крещение королевы Марии») по мотивам легенды о том, как Хайме получил своё имя.